# Empereur retiré (titre)

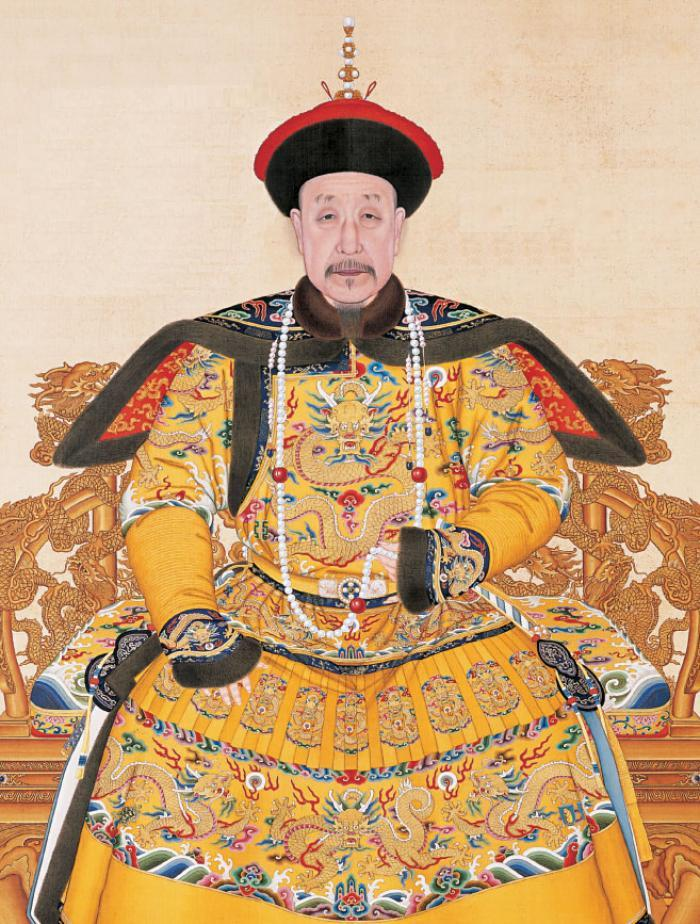
Illustration représentant l'empereur de Qianlong, 1791.

Empereur retiré est un titre utilisé de temps en temps dans les régimes féodaux d'Extrême-Orient par les anciens empereurs qui (au moins sur le papier) avaient abdiqué volontairement en faveur de leurs fils. Ce titre est apparu dans l'histoire de la Chine, du Japon, de la Corée, et du Vietnam. Bien que techniquement le souverain ne règne plus, il y a des exemples comme l'empereur de Qianlong de la dynastie Qing en Chine ou plusieurs empereurs de la dynastie Trần au Vietnam, où l'empereur a continué à exercer considérablement ses fonctions sinon plus que l'empereur régnant.

## Chine
Le titre est appelé en chinois Taishang Huang (太上皇 ; pinyin huáng de tàishàng). Le titre a commencé avec Liu Taigong, le père de Liu Bang (empereur Han Gaozu) qui a reçu ce titre après que son fils se soit déclaré empereur en 202, quoique Liu Taigong n'ait jamais été l'empereur lui-même.
Exemples de dirigeants chinois qui reçurent le titre de Taishang Huang :
- Empereur Gaozu des Tang, qui a abdiqué en 626 et a été fait Taishang Huang jusqu'à sa mort en 635.
- Empereur Ruizong des Tang, qui a abdiqué en 712 et a été fait Taishang Huang jusqu'à sa mort en 716.
- Empereur Xuanzong des Tang, qui a abdiqué en 756 et a été fait Taishang Huang jusqu'à sa mort en 762.
- Empereur Zhengtong (Yingzong) des Ming de sa capture par les Mongols en 1449 jusqu'à son retour au trône en 1457.
- Empereur Qianlong (Gaozong) des Qing, qui a abdiqué en 1796 et a été fait Taishang Huang jusqu'à sa mort en 1799.

## Japon
Au Japon, le titre est Daijō-tennō (kanji : 太上天皇 Hepburn : daijō-tennō), ou juste Jōkō (kanji : 上皇 ; Hepburn : jōkō). Au Japon, il y avait un système politique appelé l'Insei, dans lequel le Jōkō exerçait sa puissance et son influence dans l'ombre même après sa retraite.

## Corée
En Corée, le titre est Sang-hwang (Hangul : 상황 ; Hanja : 上皇), ou parfois même Taesang-hwang (hangul : 태상황 ; hanja : 太上皇). Après 1897, quand la dynastie Joseon est devenue la dynastie de l'empire coréen, seulement deux empereurs sont montés sur le trône. L'empereur Kojong, qui a été forcé d'abdiquer par les Japonais en 1907. Cependant, il a reçu le titre de Tae-hwangje (Hangul : 태황제 ; Hanja : 太皇帝). L'empereur suivant était l'empereur Sunjong mais après le Traité d'annexion de la Corée, la maison  impériale a été dissoute par l'empire du Japon.

## Vietnam
Au Vietnam, le titre est hoang thaï de thuong (Quốc ngữ: Thái thượng hoàng; Chữ nôm: 太上皇), ou juste Thuong hoang ((Quốc ngữ: Thượng hoàng; Chữ nôm: 上皇).

## Source de la traduction
- (en) Cet article est partiellement ou en totalité issu de l’article de Wikipédia en anglais intitulé « Retired Emperor (title) » (voir la liste des auteurs).